# Громов, Леонид Николаевич
Леонид Николаевич Громов  (род. 6 мая 1963, Курск) — советский и российский актёр театра и кино.

## Биография
Родился в семье журналиста и фронтовика Николая Пантелеевича Громова (1926—2000) и бухгалтера Марии Павловны Громовой. Был младшим в семье. Старший брат Игорь Николаевич Громов.
Леонид играл в Курском театре-студии «Ровесник» под руководством Игоря Владимировича Селиванова.
В 1980 поступил в ГИТИС (Государственный институт театрального искусства) на курс Оскара Яковлевича Ремеза. Дипломные спектакли на курсе ставили Пётр Наумович Фоменко и Кама Миронович Гинкас.
По окончании института в 1984 был призван в армию, где отслужил полтора года в 11-м отдельном кавалерийском полку.
В 1984 женился на сокурснице Татьяне Аугшкап и в 1989 году родился сын Иван. С 1993 года фактически жили отдельно, но официально оформили развод только в 2004 году.
С 1986 по 1993 год служил в Театре «Ленком» под руководством Марка Захарова.
Работал в 1994 по 1998 в антрепризе с Татьяной Васильевой и Николаем Стоцким.
В 2006—2009 в театре Терезы Дуровой «Театриум на Серпуховке» играл в спектакле «Дракон» по пьесе Е. Шварца в постановке Владимира Мирзоева (роль Бургамистра).
В 2010 Владимиром Мирзоевым был приглашён в театр Вахтангова в постановку «Принцесса Ивонна» (роль Короля Игнация).
В 2018 приглашён фондом Сергея Безрукова играть в спектакле «Приключения Фандорина» (роль комиссара Гоша).

### Семья
Первая жена — Татьяна Аугшкап. Сын Иван (род. 1989), актёр.
В настоящее время[какое?] женат на Марии Громовой (род. 1981).

## Творчество

### Фильмография
| Год       |   | Название                                                | Роль                                                                                                |
| --------- | - | ------------------------------------------------------- | --------------------------------------------------------------------------------------------------- |
| 1984      | ф | Почти ровесники                                         | Имя персонажа не указано                                                                            |
| 1985      | ф | Человек с аккордеоном                                   | студент на демонстрации                                                                             |
| 1988      | ф | Убить дракона                                           | рыбак                                                                                               |
| 1989      | ф | Камышовый рай                                           | новый раб                                                                                           |
| 1990      | ф | Подземелье ведьм                                        | колдун                                                                                              |
| 1991      | ф | Уставшие                                                | Имя персонажа не указано                                                                            |
| 1991      | ф | Щен из созвездия Гончих псов                            | водитель ГАЗа                                                                                       |
| 1992      | ф | На тебя уповаю                                          | Мазута                                                                                              |
| 1995      | ф | Мелкий бес                                              | эпизод                                                                                              |
| 1995      | ф | Прибытие поезда (киноальманах).Экзерсис № 5 (Фильм 2)   | актёр                                                                                               |
| 1996      | с | Дела смешные — дела семейные                            | эпизод                                                                                              |
| 1997      | ф | Бедная Саша                                             | старший лейтенант милиции                                                                           |
| 1999      | ф | Любить по-русски 3: Губернатор                          | таксист Анатолий                                                                                    |
| 2000      | с | Марш Турецкого (1 сезон). Убить ворона (фильм 3)        | Бармен                                                                                              |
| 2000      | ф | Чёрная комната (киноальманах). 21:00 (фильм 10)         | Гена                                                                                                |
| 2001      | с | Марш Турецкого (1 сезон). Цена жизни - смерть (фильм 3) | Ровенглод, бомж                                                                                     |
| 2001      | с | Мужская работа 1                                        | телеоператор                                                                                        |
| 2001      | с | Пятый угол                                              | Партохин                                                                                            |
| 2001      | с | Семейные тайны                                          | эпизод                                                                                              |
| 2001      | с | Сыщики 1. Чёрт лысый (Фильм 7)                          | Задуев                                                                                              |
| 2002      | ф | Антикиллер                                              | Байков                                                                                              |
| 2002      | ф | В движении                                              | следователь                                                                                         |
| 2002      | с | Каменская 2. Мужские игры (фильм 3)                     | Гена                                                                                                |
| 2002      | ф | По ту сторону волков                                    | директор конезавода                                                                                 |
| 2002      | ф | Чёрный мяч                                              | отец Маши                                                                                           |
| 2003      | ф | Антикиллер 2: Антитеррор                                | Байков                                                                                              |
| 2003      | с | Баязет                                                  | Егорыч                                                                                              |
| 2003      | с | Линии судьбы                                            | Сергей Руденко                                                                                      |
| 2004      | ф | Женщины в игре без правил                               | муж Вари                                                                                            |
| 2004      | с | Команда                                                 | Нарышев                                                                                             |
| 2004      | ф | Прощайте, доктор Фрейд!                                 | Василий Николаевич Паленин                                                                          |
| 2004      | ф | Своя чужая жизнь                                        | Андрей Павлович Калистратов                                                                         |
| 2004      | ф | Слушатель                                               | Имя персонажа не указано                                                                            |
| 2004      | с | Штрафбат                                                | капитан Сычёв, следователь НКВД                                                                     |
| 2005      | с | Большая прогулка                                        | Имя персонажа не указано                                                                            |
| 2005      | с | Гибель Империи                                          | Яковлев                                                                                             |
| 2005      | ф | Мама не горюй 2                                         | начальник тюрьмы                                                                                    |
| 2005      | с | Мужчины не плачут 2                                     | Кравцов                                                                                             |
| 2005      | с | Принцесса и нищий                                       | Котов                                                                                               |
| 2005      | ф | Роман ужасов                                            | Клим Блинов                                                                                         |
| 2006      | с | Девять месяцев                                          | Борис, муж Лены                                                                                     |
| 2006      | с | Вызов 1. Чужая тень (Фильм 3)                           | Сергей Иванович Слуцкий                                                                             |
| 2006      | ф | Жара                                                    | милиционер                                                                                          |
| 2006      | ф | Кающийся                                                | |
| 2006      | ф | Меченосец                                               | Рощин                                                                                               |
| 2006      | ф | Патруль                                                 | Михаил Евгеньевич                                                                                   |
| 2006      | ф | Поцелуй бабочки                                         | «Маршал»                                                                                            |
| 2006      | с | Рельсы счастья                                          | проводник Борис                                                                                     |
| 2006      | ф | С Дона выдачи нет                                       | Тихон                                                                                               |
| 2007      | ф | 1814                                                    | Фома                                                                                                |
| 2007      | ф | Груз 200                                                | Артём Николаевич Казаков                                                                            |
| 2007      | с | Диверсант. Конец войны                                  | трубач                                                                                              |
| 2007      | с | Личная жизнь доктора Селивановой                        | Виктор Леонидович Кукин                                                                             |
| 2007      | ф | Тормозной путь                                          | Михаил                                                                                              |
| 2008      | ф | Защита                                                  | Игнат Матвеевич Антонов                                                                             |
| 2008      | ф | Клинч                                                   | Васильев                                                                                            |
| 2008      | ф | Крылья ангела                                           | фотограф                                                                                            |
| 2008      | ф | Леший 2                                                 | полковник                                                                                           |
| 2008      | ф | Ночная смена                                            | продюсер                                                                                            |
| 2008      | ф | Ой, мамочки...                                          | Тимофей                                                                                             |
| 2008      | с | Смерть шпионам. Крым                                    | генерал Рябченко Михаил Родионович                                                                  |
| 2009      | с | Акула                                                   | Глеб Механик                                                                                        |
| 2009      | ф | Антикиллер Д.К.                                         | Байков                                                                                              |
| 2009      | с | Дикий                                                   | Андрей Чернов ("Чёрный")                                                                            |
| 2009      | ф | Желание                                                 | Анатолий Обухов                                                                                     |
| 2009      | ф | Москва.Ру                                               | Палатин                                                                                             |
| 2009      | ф | Обитаемый остров                                        | Граменау                                                                                            |
| 2009      | ф | Последний кордон                                        | Сергей Борисович                                                                                    |
| 2009      | с | Танго с ангелом                                         | Николай Блинов                                                                                      |
| 2009      | с | Чудо                                                    | дядя Толя                                                                                           |
| 2010      | с | Аманда О                                                | Феликс                                                                                              |
| 2010      | ф | Банщик президента, или Пасечники Вселенной              | Валера-инопланетянин                                                                                |
| 2010      | ф | Без мужчин                                              | милиционер                                                                                          |
| 2010      | с | В лесах и на горах                                      | Гаврила Маркелович Залётов                                                                          |
| 2010      | ф | Громозека                                               | Мозеров                                                                                             |
| 2010      | ф | Кадры из жизни молодого аспиранта                       | Имя персонажа не указано                                                                            |
| 2010      | с | Достоевский                                             | Имя персонажа не указано                                                                            |
| 2010      | с | Женские мечты о дальних странах                         | Олег Васильевич Плетнёв                                                                             |
| 2010      | с | Земский доктор                                          | Николай, муж Татьяны                                                                                |
| 2011      | ф | Борис Годунов                                           | Василий Шуйский                                                                                     |
| 2011      | с | Земский доктор. Продолжение                             | Николай, муж Татьяны                                                                                |
| 2011      | ф | Медовая любовь                                          | Николай Стужев, отец Виктора                                                                        |
| 2011      | с | Наследница                                              | Василий Иванович Пуговкин, кок                                                                      |
| 2011      | ф | О нём                                                   | проводник                                                                                           |
| 2011      | ф | Операция "Горгона"                                      | подполковник                                                                                        |
| 2011      | с | Срочно в номер-3                                        | Парамонов                                                                                           |
| 2012      | ф | Берега                                                  | Роман Григорьевич, подполковник, бывший начальник заставы                                           |
| 2012      | с | Иван и Толян                                            | Иван Лебедев, частный детектив                                                                      |
| 2012—2016 | с | Восьмидесятые                                           | Николай Петрович Смирнов, начальник поезда                                                          |
| 2012      | ф | Контракт                                                | Имя персонажа не указано                                                                            |
| 2012      | ф | Личное дело майора Баранова                             | Виталий Андреевич Голубев                                                                           |
| 2012      | ф | Люблю, потому что люблю                                 | Антон Никитич Кочегаров                                                                             |
| 2012      | ф | Марафон                                                 | директор бассейна                                                                                   |
| 2012      | с | Немой                                                   | Сергей Репин, майор                                                                                 |
| 2012      | с | Одесса-мама                                             | Александр Александрович Сиволап                                                                     |
| 2012—2014 | с | Самара                                                  | Пётр Михайлович Михайлов (Михалыч), водитель скорой, майор милиции в отставке                       |
| 2013      | с | Берега моей мечты                                       | Фёдор Андреевич Сомов, капитан 3-го ранга                                                           |
| 2013      | ф | Вьюга                                                   | Евгений Жарков, отец Сергея                                                                         |
| 2013      | ф | Женский день                                            | клиент                                                                                              |
| 2013      | с | Королева бандитов                                       | Алексей, отчим Полины                                                                               |
| 2013      | ф | Соседи по разводу                                       | Сергей                                                                                              |
| 2013      | с | Станица                                                 | подполковник Владимир Николаевич Киреев, начальник милиции                                          |
| 2013      | ф | Третья мировая                                          | Павел, отец Жени                                                                                    |
| 2013      | с | Шеф полиции                                             | Степан Васильевич Пнёв, подполковник, начальник РОВД                                                |
| 2014      | с | Всё вернётся                                            | Павел Андреевич Корсунов, врач-гинеколог, главный врач медицинского центра, вдовец, отец Натальи    |
| 2014      | с | Когда наступит рассвет                                  | Виктор Рябчиков                                                                                     |
| 2014      | с | Отец Матвей                                             | Олег Павлович Скиба, майор полиции, начальник РОВД                                                  |
| 2014      | с | Сестра моя, Любовь                                      | Григорий Иванович Валеев , биологический отец Любы                                                  |
| 2015      | с | Медсестра                                               | Станислав Облакевич, фермер                                                                         |
| 2016      | ф | Дедушка                                                 | Анатолий, шофёр Игоря Васильевича                                                                   |
| 2016      | с | Женщина его мечты                                       | Николай Иванович Пахомов, отец Лизы                                                                 |
| 2016      | ф | Мария (короткометражный фильм)                          | Имя персонажа не указано                                                                            |
| 2016      | с | Неваляшка                                               | Борис Андреевич, отец Вали                                                                          |
| 2016      | ф | Последний лепесток                                      | Андреич                                                                                             |
| 2016—2017 | с | Склифосовский                                           | Михаил Иванович Вахарчук, водитель скорой                                                           |
| 2017      | с | Исчезнувшая                                             | Соснин                                                                                              |
| 2017      | с | Капитанша                                               | дядя Николай                                                                                        |
| 2017      | с | Мой лучший враг                                         | Игорь Васильевич Бондарев                                                                           |
| 2017      | с | Отчаянный домохозяин                                    | Павел Александрович                                                                                 |
| 2017      | с | Отчий берег                                             | Григорий Ильич Грушин, председатель колхоза                                                         |
| 2017      | с | Тот, кто не спит                                        | Александр Лосев                                                                                     |
| 2018      | с | Операция «Сатана»                                       | Сергей Борисович, директор ансамбля "Калинка"                                                       |
| 2019      | с | СМЕРШ                                                   | Алексей Емельянович Ермаков, заместитель начальника особых отделов НКВД СССР, майор госбезопасности |
| 2019      | с | Скажи что-нибудь хорошее                                | полковник                                                                                           |
| 2020      | с | Проект «Анна Николаевна»                                | рыбак                                                                                               |
| 2020      | ф | Бег                                                     | Олег Петрович Шумеев, врач                                                                          |
| 2020      | ф | Стрельцов                                               | председатель комиссии                                                                               |
| 2021      | с | Вертинский                                              | фельдшер                                                                                            |
| 2022      | ф | Непослушник                                             | Иван Анатольевич Щербаков, глава администрации Шуйского района Ивановской области                   |
| 2024      | с | Плевако                                                 | Андрей Владимирович Орехов, отец Марии Демидовой                                                    |

 — главная роль

### Участие в фильмах
- 1999 — Семейные тайны  (документальный)

## Признание и награды
- Лучший молодой актёр столицы (1986);
- Лауреат Приза за лучшую мужскую роль на IV Международном кинофестивале «Восток-Запад. Классика и авангард» в г. Оренбурге (2011, за фильм «Громозека»);
- Лауреат Приза за лучшую мужскую роль на XIX Фестивале российского кино в г. Онфлёр, Франция (2011, за фильм «Громозека»).